# جون جونسون (لاعب كرة قدم)
جون جونسون (بالإنجليزية: John Henry Johnson)‏ (و. 1929 – 2011 م) هو لاعب كرة قدم أمريكية، ولاعب كرة القدم الكندية، من الولايات المتحدة، يلعب كظهير ‏، توفي في تراساي، سان جواكوين، كاليفورنيا، عن عمر يناهز 82 عاماً.

## التعليم
تعلم في Pittsburg High School (California) ‏.

## جوائز
حصل على جوائز منها:
- قاعة مشاهير محترفي كرة القدم.

## روابط خارجية
- جون جونسون على موقع كلية كرة السلة في سبورتس رفرنس.كوم (الإنجليزية)
- جون جونسون على موقع مرجع كرة القدم المحترفة.كوم (الإنجليزية)